# Evropská silnice E47
Evropská silnice E47 je evropskou silnicí 1. třídy. Začíná ve švédském Helsingborgu, pokračuje přes Kodaň a končí v německém Lübecku. Trasa je skoro po celé své délce vedena po dálnicích kromě 28 km dlouhého úseku v Německu a části, která prochází Helsingørem. Celá trasa měří 290 kilometrů. Původně měla být silnice E47 řádově delší a pokračovat z Helsingborgu na sever přes Göteborg, Oslo a celé Norsko až do Olderfjordu; tomuto úseku však bylo po vyjednávání výjimečně ponecháno staré číslo E6, aby se ušetřily neúměrně vysoké náklady na přeznačování v terénu.
V Dánsku nemá E47 národní označení silnice (národní silnice má stejné číslo jako evropská E47, tedy 47, silnice je označena pouze cedulí E47). Mezi městy Helsingborg a Eskilstrup na ostrově Falster je trasa po 160 km vedena peážně s E55. Mezi Køge a Kodaní je E47 taktéž vedena po 29 km vedena peážně tentokrát s E20.
V Německu pokračuje E47 po dálnici A1. Zbytek je veden po silnici B 207, která má charakter rychlostní komunikace, tudíž na ní figuruje množství mimoúrovňových křižovatek.

## Trasa
- Švédsko
  - Helsingborg …

- Dánsko
  - …  Helsingør – Kodaň – Brøndby – Køge – Vordingborg – Rødby …

- Německo
  - …  Puttgarden – Gremersdorf – Lübeck

## Galerie

Trasa E47 v Dánsku
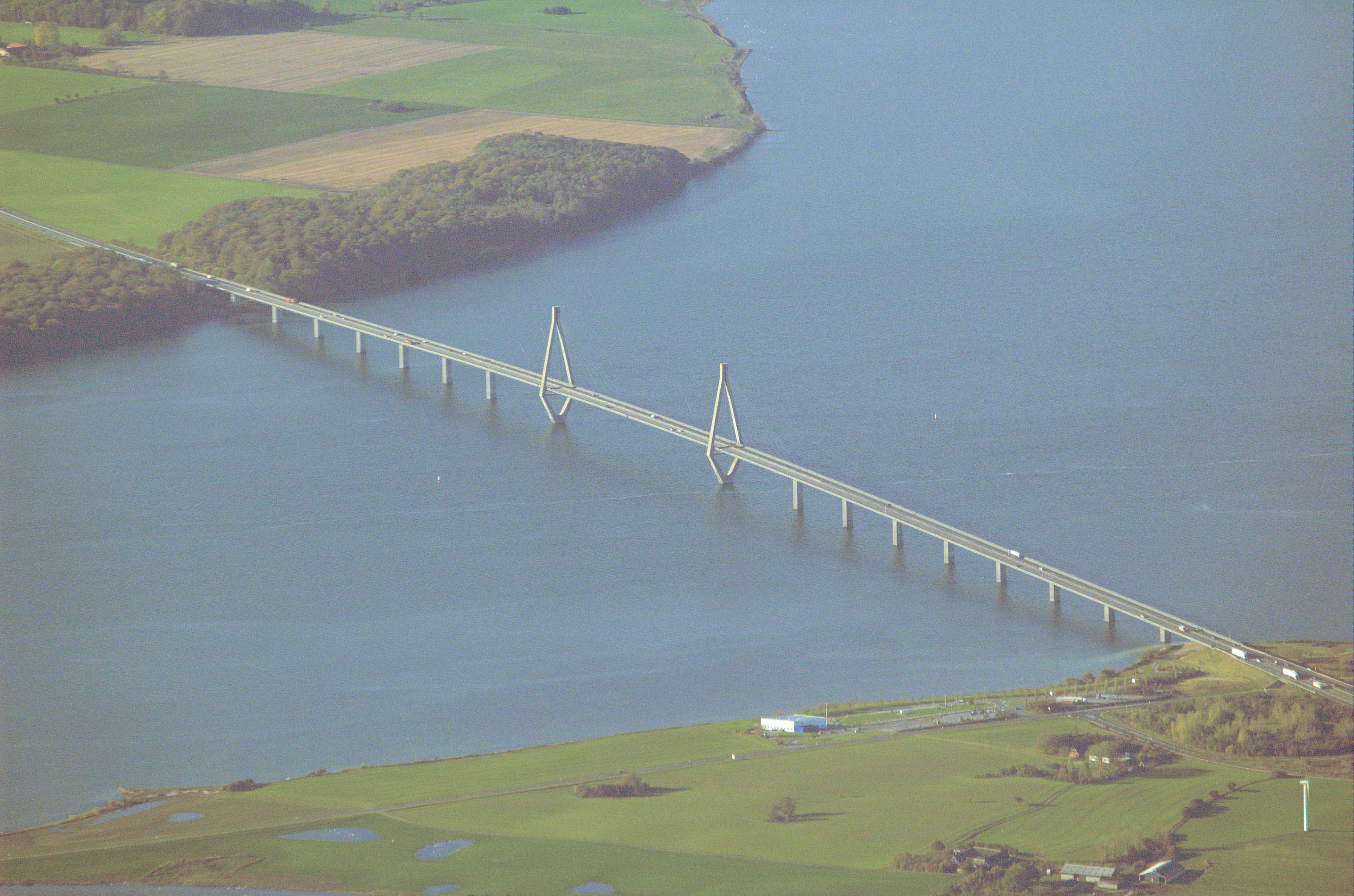
Most Farø
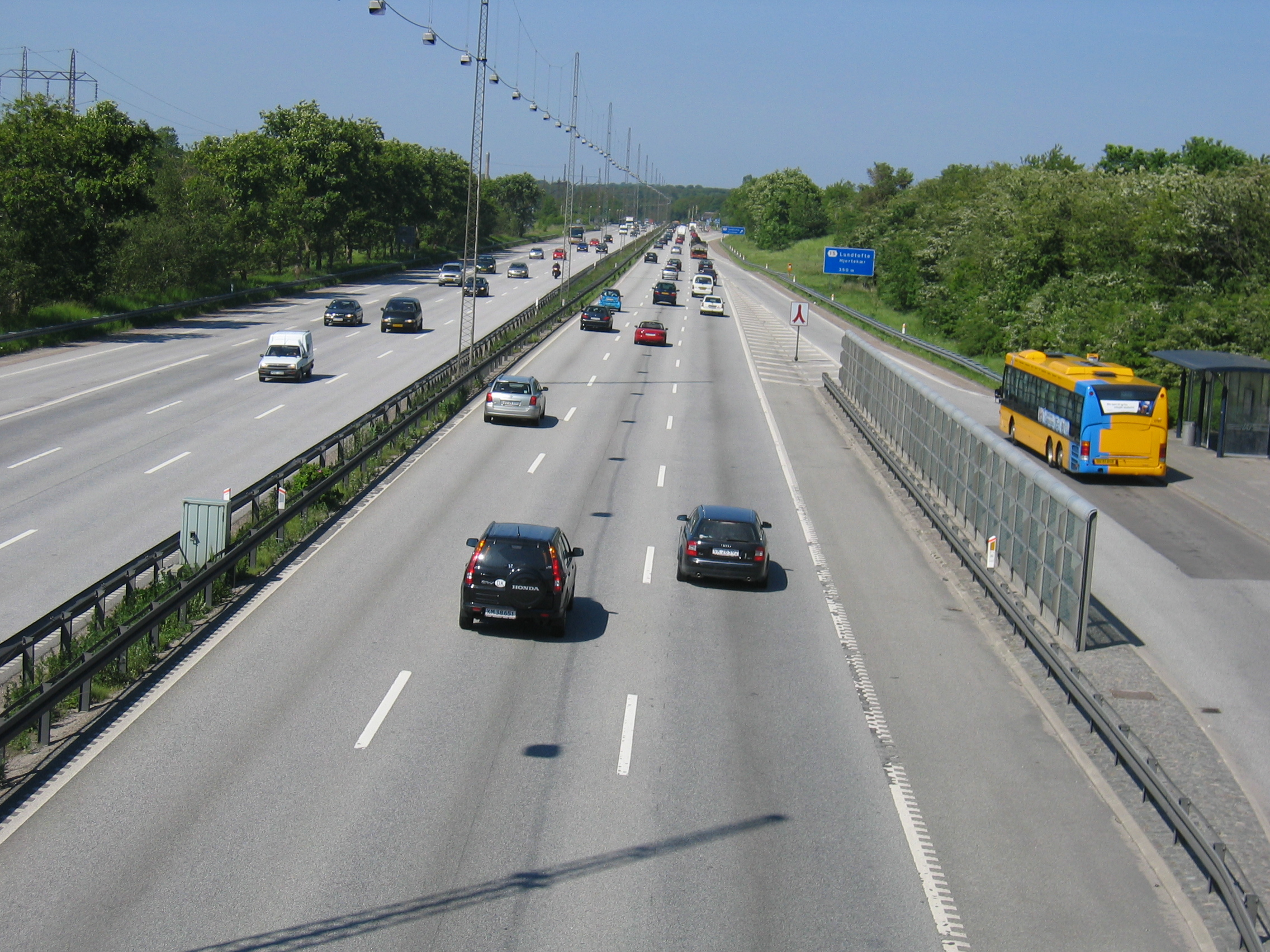
E47